# Paragaeumannomyces sphaerocellularis
Paragaeumannomyces sphaerocellularis är en svampart som beskrevs av Matsush. 2003. Paragaeumannomyces sphaerocellularis ingår i släktet Paragaeumannomyces, klassen Sordariomycetes, divisionen sporsäcksvampar och riket svampar.   Inga underarter finns listade i Catalogue of Life.